# Chaîne de magasins
Pour les articles homonymes, voir Chaîne.
 (septembre 2023).

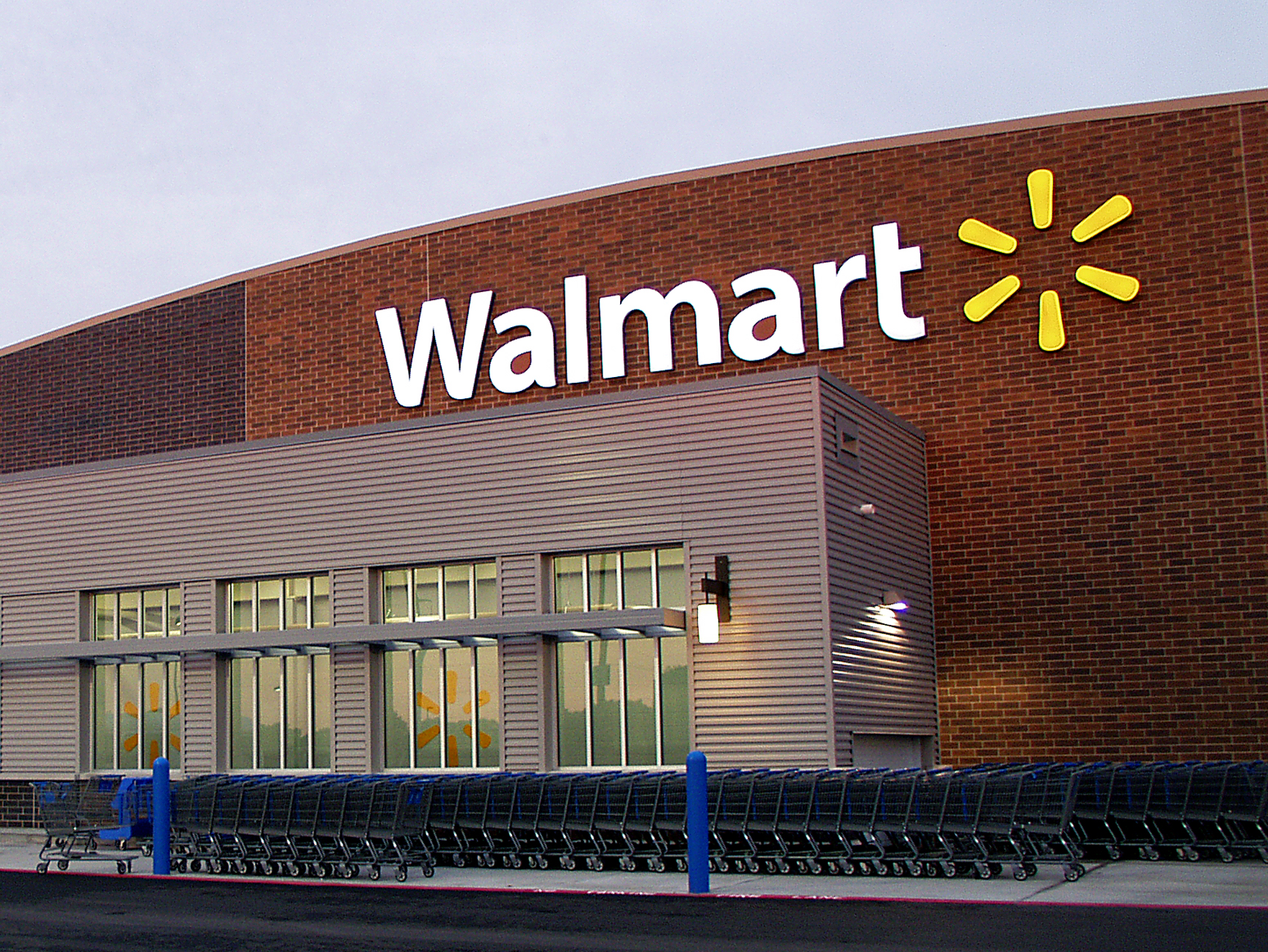
Magasin de la chaîne Walmart.

Une chaîne de magasins est un ensemble de magasins partageant la même enseigne et un système de gestion centralisé qui s'occupe, entre autres, de marketing et d'approvisionnement. Cette formule permet d'appliquer les mêmes pratiques commerciales à cet ensemble, permettant des économies d'échelle. Ces caractéristiques s'appliquent également aux chaînes de restaurants et à quelques sociétés spécialisés dans les services.
Le représentant type de cette formule commerciale est Walmart, la plus grosse société privée au monde en 2006 : voir aussi walmartisation). La formule est introduite au Québec en 1934 par Samuel Steinberg.
La théorie financière affirme que, pour un produit vendu au même prix qu'un concurrent qui n'applique pas le même modèle d'entreprise (modèle d'entreprise), le résultat net est supérieur. Ces magasins peuvent être détenus par une société ou par des franchisés, chacun étant lié par contrat à la société mère.

## Reproches
Des détracteurs de ce système affirment que la centralisation mène à un marché de produits normalisés, ce qui est culturellement rétrograde. Par exemple, les chaînes de magasins de musique préfèreront acheter des disques qui seront achetés par un grand nombre de personnes, même s'il existe des disques de qualité supérieure, mais peu connus. Également, ils affirment que les chaînes sont économiquement défavorables aux communautés locales, car la circulation de l'argent s'effectue en dehors de celles-ci, au contraire des opérations effectuées par de petits magasins locaux (commerce de proximité).
Les chaînes ont forcé plusieurs marchands à fermer ou à se déplacer dans d'autres localités, ce qui a généré des controverses populaires, tout comme un renouveau d'intérêt pour la collaboration entre petits détaillants et les communautés. Aux États-Unis, ces efforts sont concertés par le biais de groupes d'intérêt, tels le American Booksellers Association et le Council of Independent Restaurants of America, tout comme des coalitions, dont le Independent Business Alliances. Également, des organismes font des efforts de sensibilisation auprès de la population. Aux États-Unis, il y a le American Independent Business Alliance et le The New Rules Project, alors qu'en Grande-Bretagne, le New Economics Foundation fait ces efforts.